# Erquinghem-le-Sec
Erquinghem-le-Sec es una comuna francesa situada en el departamento del Norte, en la región de Alta Francia.

## Demografía
| 139 | 234 | 246 | 255 | 345 | 434 | 602 |
| Para los censos de 1962 a 1999 la población legal corresponde a la población sin duplicidades (Fuente: INSEE [Consultar]) |     |     |     |     |     |     |